# Larbi Bouguerra
Pour les articles homonymes, voir Bouguerra.
Larbi Bouguerra (arabe : العربي بوقرة), de son nom complet Mohamed Larbi Bouguerra, né en 1936 à Bizerte, est un chimiste et universitaire tunisien.

## Biographie
Il suit des études de géographie et de psychopédagogie à l'université de Californie du Sud à Los Angeles et obtient un doctorat d'État en sciences physiques en 1967 à la faculté des sciences de Paris.
Ancien professeur à la faculté des sciences de Tunis où il enseigne la chimie organique et la chimie de l'environnement, il a également été directeur de recherche associé au Centre national de la recherche scientifique.

## Publications
- Mohamed Larbi Bouguerra, Khadija Darmame et Moussa Diop, Il y a loin de la coupe aux lèvres, quand l'accès à l'eau devient un enjeu de gouvernance, Paris, Charles Léopold Mayer, 2010, 173 p.
- La Consommation assassine : comment le mode de vie des uns ruine celui des autres ? Pistes pour une consommation responsable, Paris, Charles Léopold Mayer, 2010, 173 p.
- Travailleurs de l'eau, Ivry-sur-Seine, Éditions de l'Atelier, 2005, 262 p.
- Les Batailles de l'eau : pour un bien commun de l'humanité, Paris, Alliance internationale des éditeurs indépendants, coll. « Enjeux Planète », 2003, 240 p. (présentation en ligne).
- Linus Pauling, l'Einstein de la chimie : génie rebelle et humaniste, Paris, Belin-Pour la science, 2002.
- La pollution invisible, Paris, Presses universitaires de France, 1997.
- La recherche contre le tiers-monde, Paris, Presses universitaires de France, 1993.
- Les poisons du tiers-monde, Paris, La Découverte, 1985.